# فولسبا

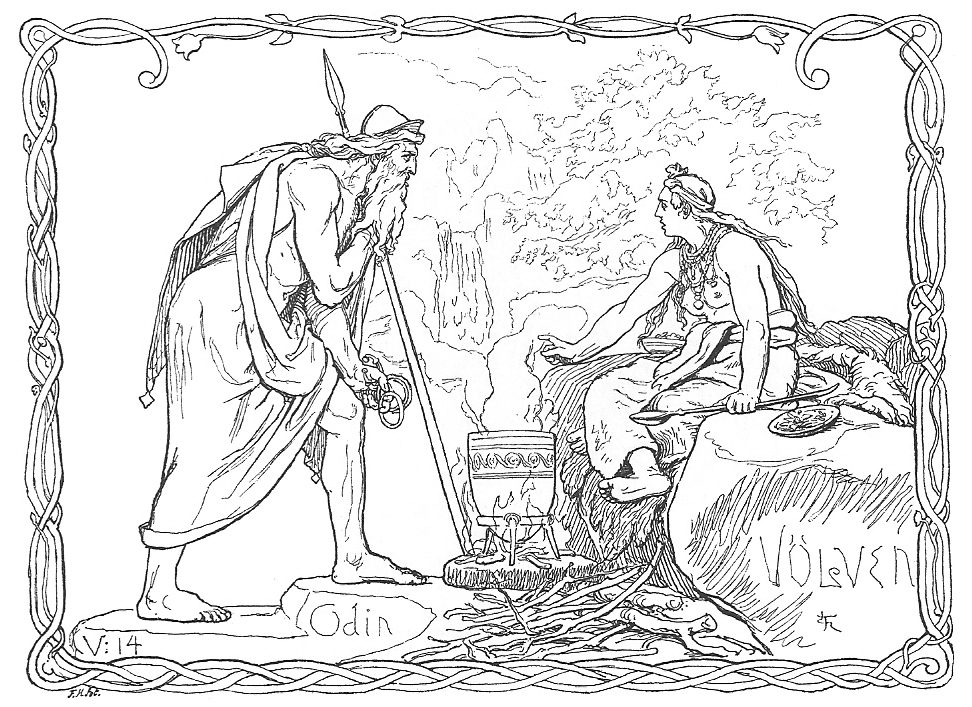
"أودين وفولفا" (1895) لورنز فروليش

نبوءة فولسبا هي نبوءة نهاية العالم في الميثولوجيا النوردية، هي أول وأشهر قصيدة شعرية في الإيدا. تروي قصة إنشاء العالم ونهايته القادمة. إنها أحد أهم المصادر الأولية لدراسة الميثولوجيا الإسكندنافية. يرى بعض العلماء أن هناك تأثيرات مسيحية على النص، مشيرين إلى أوجه تشابه مع نبوءات العرافة.
في النبوءة، جميع الآلهة والعمالقة (God's and titans) سيموتون في النهاية، ولا تقتصر هذه على الكائنات التي تعيش في العوالم المختلفة وإنما أيضا جميع العوالم سيتم تدميرها أيضا. يعرف الآلهة أن بعد هذه المعركة النهائية أن عالما جديدا سينبثق من خراب هذا العالم وسيكون أفضل من سابقه.

## روابط خارجية
- Voluspo Translation and commentary by Henry Adams Bellows
- Völuspâ Translation by Benjamin Thorpe

- Völuspá Sophus Bugge's edition and commentary with manuscript texts
- Völuspá Eysteinn Björnsson's edition with manuscript texts
- Völuspá Guðni Jónsson's edition